# Gedichte über Stalin

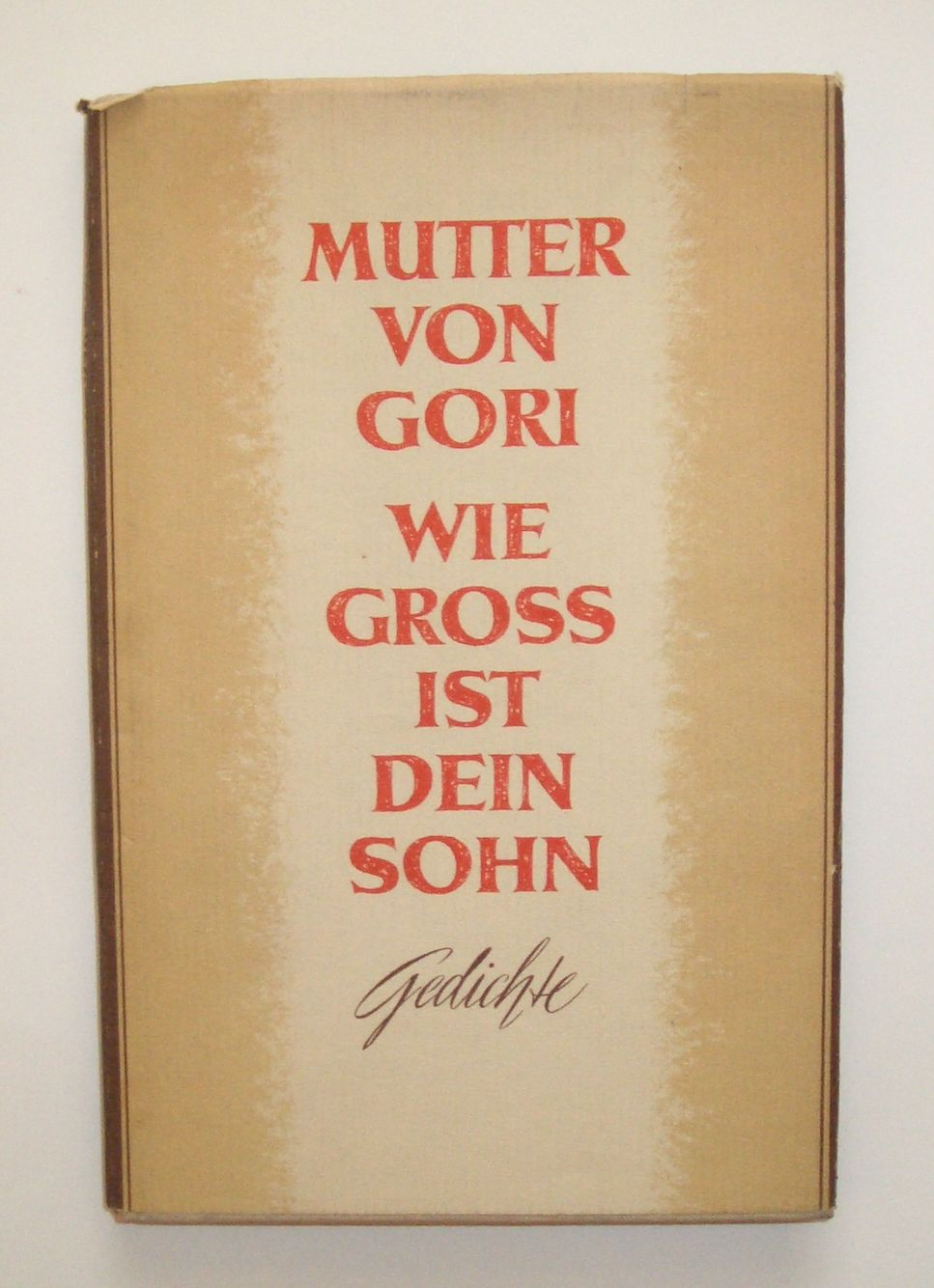
Mutter von Gori wie groß ist dein Sohn. Deutsche Dichter singen von Stalin, 1952

Gedichte über Stalin wurden in der Sowjetunion, der Deutschen Demokratischen Republik und in weiteren Ländern vor allem in den 1930er bis 1950er Jahren verfasst.

## Geschichte
Seit den frühen 1930er Jahren entstanden für den neuen Parteiführer Josef Stalin zahlreiche Lobgedichte und Huldigungen in der Sowjetunion und in weiteren Ländern (Erich Weinert). Nach 1945 breitete sich der Personenkult auch in den mittel- und osteuropäischen Ländern unter sowjetischer Vorherrschaft aus.
In der DDR verfassten zahlreiche Schriftsteller seit 1949 Gedichte, Liedtexte und weitere Lobtexte über ihn. Höhepunkt war der 73. Geburtstag 1952 und sein Tod im März 1953.
Seit der Entstalinisierung 1956 wurden diese Texte nicht mehr veröffentlicht und in Werkausgaben teilweise sogar weggelassen (Louis Fürnberg).

## Autoren

### Erich Weinert
Der proletarische Dichter Erich Weinert veröffentlichte während seines Aufenthaltes in der Sowjetunion mehrere deutschsprachige Sammelbände mit Lobgedichten über Stalin seit 1939. Diese ließ er in der DDR in mehreren Neuauflagen ab 1949 neu herausgeben.

### Johannes R. Becher
Der Lyriker und spätere DDR-Kulturminister Johannes R. Becher verfasste mehrere Lobgedichte, darunter das bekannteste deutsche Stalin-Gedicht Danksagung.
II

Dort wird er sein, wo sich von ihm die Fluten

Des Rheins erzählen und der Kölner Dom.

Dort wird er sein in allem Schönen, Guten,

Auf jedem Berg, an jedem deutschen Strom.

Dort wirst du, Stalin, stehn, in voller Blüte

Der Apfelbäume an dem Bodensee,

Und durch den Schwarzwald wandert seine Güte,

Und winkt zu sich heran ein scheues Reh.

Nun lebt er schon und wandert fort in allen,

Und seinen Namen trägt der Frühlingswind,

Und in dem Bergsturz ist sein Widerhallen,

Und Stalins Namen buchstabiert das Kind.

Im Wasserfall und in dem Blätterrauschen

Ertönt dein Name, und es zieht dein Schritt

Ganz still dahin. Wir bleiben stehn und lauschen

Und folgen ihm und gehen leise mit.

(...)
Auch in dem bekannten Lied Die Partei hat immer Recht wird der Stalinsche Geist besungen.

### Louis Fürnberg
Der Dichter Louis Fürnberg verfasste die Gedichte Geburt von Stalin, Der junge Stalin und Der große Schüler, die in seiner Werkausgabe dann aber nicht mit aufgenommen wurden. Das Lied von Stalin dichtete er später zum Lied vom Menschen um.

### Kurt Barthel
Der Dichter Kurt Barthel (KuBa), ein Schüler Fürnbergs, verfasste mehrere Lobgedichte.
5. März 1953, 21 Uhr

Gesiegt!

Und alles, alles ist vollbracht.

Er ruht!

Die Millionen sind die Seinen.

Sein Lächeln leuchtet uns die ganze Nacht.

Er hat uns arme Leute reich gemacht.

Wir aber weinen.

Wir wissen freilich,

daß wir unbesiegbar sind.

Wir trinken seine Lehren wie den reinen

kristall‘nen Wein Grusiniens.

Wie den Wind –

Wir wissen freilich, daß wir

unbesiegbar sind.

Wir aber weinen.

Gesiegt!

Der Schwur an Lenins Bahre ward erfüllt.

Vollbracht!

Er gab uns noch ein Buch voll guter Lehren.

Die Fahnen neigen sich, in Flor gehüllt.

Wir schwör’n Genosse Stalin!

Unser Schwur wird treu erfüllt!

In Ehren!

### Weitere Schriftsteller
Auch weitere Schriftsteller wie Anna Seghers, Arnold Zweig, Lion Feuchtwanger, Heinrich Mann, Stephan Hermlin, Max Zimmering, Hedda Zinner, Erwin Strittmatter, Paul Wiens, Erich Arendt, Alexander Abusch und Franz Fühmann verfassten Texte über Stalin, zum Teil nach dessen Tod.

### Bertolt Brecht
Von Bertolt Brecht ist ein würdigender Nachruf bekannt.

„Den Unterdrückten von fünf Erdteilen, denen, die sich schon befreit haben, und allen, die für den Weltfrieden kämpfen, muß der Herzschlag gestockt haben, als sie hörten, Stalin ist tot. Er war die Verkörperung ihrer Hoffnungen. Aber die geistigen und materiellen Waffen, die er herstellte, sind da, und da ist die Lehre, neue herzustellen.“
Ansonsten erwähnte er ihn nur noch einmal in einem Gedicht.
In seinen persönlichen Aufzeichnungen fanden sich mehrere sehr kritische Texte über dessen Personenkult und Verbrechen nach den Enthüllungen von 1956.
(...)

Die Sonne der Völker

verbrannte ihre Anbeter.

Der größte Gelehrte der Welt

hat das Kommunistische Manifest vergessen.

Der genialste Schüler Lenins

hat ihm aufs Maul gehauen.

(...)

### Ossip Mandelstam
Der bedeutende russische Lyriker Osip Mandelstam schrieb im November 1933 ein zorniges Stalin-Epigramm.
Wir Lebenden spüren den Boden nicht mehr,

Wir reden, dass uns auf zehn Schritt keiner hört,

Doch wo wir noch Sprechen vernehmen, –

Betrifft's den Gebirgler im Kreml.

Seine Finger sind dick und, wie Würmer, so fett,

Und Zentnergewichte wiegt's Wort, das er fällt,

Sein Schnauzbart lacht Fühler von Schaben,

Der Stiefelschaft glänzt so erhaben.

Schmalnackige Führerbrut geht bei ihm um,

Mit dienstbaren Halbmenschen spielt er herum,

Die pfeifen, miaun oder jammern.

Er allein schlägt den Takt mit dem Hammer.

Befehle zertrampeln mit Hufeisenschlag:

In den Leib, in die Stirn, in die Augen, – ins Grab.

Wie Himbeeren schmeckt ihm das Töten –

Und breit schwillt die Brust des Osseten.

(übersetzt von Kurt Lhotzky)
Im Mai 1934 wurde er verhaftet, dann in die Verbannung geschickt und starb 1938 in einem sowjetischen Lager im Alter von 47 Jahren.

## Publikationen (Auswahl)
- Stalin im Herzen der Völker. Nachdichtungen, herausgegeben von Erich Weinert, Moskau 1939
  - Lieder um Stalin, Potsdamer Verlagsgesellschaft, 1949
  - Im Herzen der Völker, Rütten & Loening, Berlin 1952, erweiterte Neuausgabe
- Dem Genius der Freiheit. Dichtungen um Stalin, herausgegeben von Erich Weinert, Kiew 1939;  mit Texten von Béla Balázs, Johannes R. Becher, Klara Blum, Hugo Huppert, Franz Leschnitzer, Franz Szábo, Erich Weinert, Hedda Zinner
  - Dem Genius der Freiheit, Rütten & Loening, 1951
- Stalin spricht. Gedichte. Herausgegeben von Erich Weinert. Moskau 1942

- Mutter von Gori wie groß ist dein Sohn. Deutsche Dichter singen von Stalin, Kultur und Fortschritt, Berlin 1952; mit Texten von Johannes R. Becher, Erich Weinert, Hedda Zinner, Max Zimmering, Hans Lorbeer, Helmut Kroll, Walter Stranka, Willi Layh, Kuba [= Kurt Barthel], Stephan Hermlin, Paul Wiens, Bernhard Seeger, Franz Fühmann, Wolfgang Neuhaus und Herbert Arens; J. W. Stalin zum 73. Geburtstag gewidmet
- Von dir singt die Erde. Gedichte zu Stalin, herausgegeben von Herbert Otto, Neues Leben, Berlin 1952
- Sinn und Form, 2/1953, Gedichte zum Tod Stalins
- Du Welt im Licht. J. W. Stalin im Werk deutscher Schriftsteller, herausgegeben von Günter Caspar, Aufbau 1954; mit Texten von Erich Arendt, Lion Feuchtwanger, Franz Fühmann, Stephan Hermlin, Heinrich Mann, Anna Seghers, Arnold Zweig, und anderen[8]
- Das große Friedenswerk vollenden. Lyrik zu Ehren J. W. Stalins, 2003, Privatdruck[9]
- Poetae Laureatae. Stalins Minnesänger, herausgegeben von Markus-Herbert Schmidt, 2006[10]